# Universidade Federal do Pará
A Universidade Federal do Pará (UFPA) é uma instituição de ensino superior pública brasileira, situada no estado do Pará e sediada em Belém. É uma autarquia federal vinculada ao Ministério da Educação.
Foi criada em 1957, sendo que algumas de suas faculdades, como a de Direito (fundada em 1902), a de Farmácia (fundada em 1903) e a de Medicina (fundada em 1919) estão entre as mais antigas do Brasil e foram por ela encampadas.
A universidade oferece 154 cursos de graduação nos campi de Belém, Abaetetuba, Altamira, Ananindeua, Bragança, Breves, Cametá, Capanema, Castanhal, Salinópolis, Soure e Tucuruí. O princípio fundamental da UFPA é a integração das funções de ensino, pesquisa e extensão. Vários grupos de pesquisa de importância nacional fazem parte dos quadros da UFPA. Dentre as áreas de pesquisa mais destacadas encontram-se a Genética, as Geociências e as Neurociências.
Contando com 154 cursos de graduação, 35 cursos de especialização, 100 programas de mestrado, 55 programas de doutorado, 25 institutos e núcleos, 82 municípios alcançados, 3 escolas, 3 hospitais universitários, 28 residências em saúde, 12 campi, 1.021 grupos de pesquisa, 622 programas e projetos de extensão, 2.458 técnicos, 50.374 estudantes e 2.997 professores, firma-se como um centro de excelência, onde o ensino, a pesquisa e a extensão convergem para promover uma educação integral e contribuir para o desenvolvimento sustentável da região e do país.
Segundo os mais diversos rankings de universidades, elaborados por instituições nacionais e internacionais, a UFPA é a maior e mais conceituada universidade da região Norte e de toda a Amazônia. É, portanto, a instituição líder em produção de conhecimento na região de maior biodiversidade do planeta e o maior bioma do Brasil. A instituição ocupa uma posição de prestígio no cenário nacional, tornando-se internacionalmente conhecida pela produção científica na Amazônia.
No EduRank de 2025 foi classificada na 23ª posição entre as universidades brasileiras e na 41ª entre as latinoamericanas. No RUF (Ranking Universitário da Folha de S.Paulo), publicado em 2024, a UFPA ocupa a 31ª colocação nacional geral, com pontuação de 80,03 de 100 pontos possíveis -- dentre os critérios avaliados, o melhor desempenho da UFPA veio no indicador "inovação", no qual a universidade aparece na 5ª colocação nacional. De acordo com um outro ranking, o Webometrics, que avalia a presença das universidades na web, a UFPA aparece na colocação 21 entre as brasileiras e, ainda, no top 40 das latinoamericanas. O Center for World University Rankings (CWRU) classificou a UFPA entre as 30 melhores universidades do Brasil e entre as 50 melhores da América Latina no ano de 2024.
Conforme o levantamento da companhia britânica Quacquarelli Symonds (QS), em 2025, a UFPA ocupa a 33ª posição entre as melhores universidades do Brasil e a 118° colocação entre as melhores da América Latina e do Caribe. Dentre os critérios analisados, o destaque maior ficou por conta da rede de pesquisa internacional da universidade e pela razão docentes/estudantes. Segundo a revista inglesa Times Higher Education, em sua publicação realizada em 2025, a UFPA ocupa a posição 20+ entre as brasileiras e é 59ª mais bem colocada universidade em toda a América Latina e Caribe. No ranking de impacto da revista, que avalia as universidades de todo o mundo frente aos objetivos de desenvolvimento sustentável estabelecidos pela ONU, a UFPA está entre as 400 melhores universidades do mundo nesse sentido, sendo que é a 41ª melhor do mundo em ações de combate à fome, a 34ª melhor do mundo no tópico de energia limpa e 85ª no tema vida na água. O SCImago Institutions Rankings (SIR),  que avalia a influência científica das instituições de ensino e pesquisa pela análise da repercussão da produção científica nas bases de dados internacionais, posicionou a UFPA na posição número 29 no Brasil e 56 entre as melhores universidades da América Latina.
Sua área territorial é aproximadamente 3.328.655,80 m², enquanto sua área edificada é aproximadamente 204.930,90 m².  Foi listada a 15º no ranking de maiores instituições do país em número de matrículas.

## História

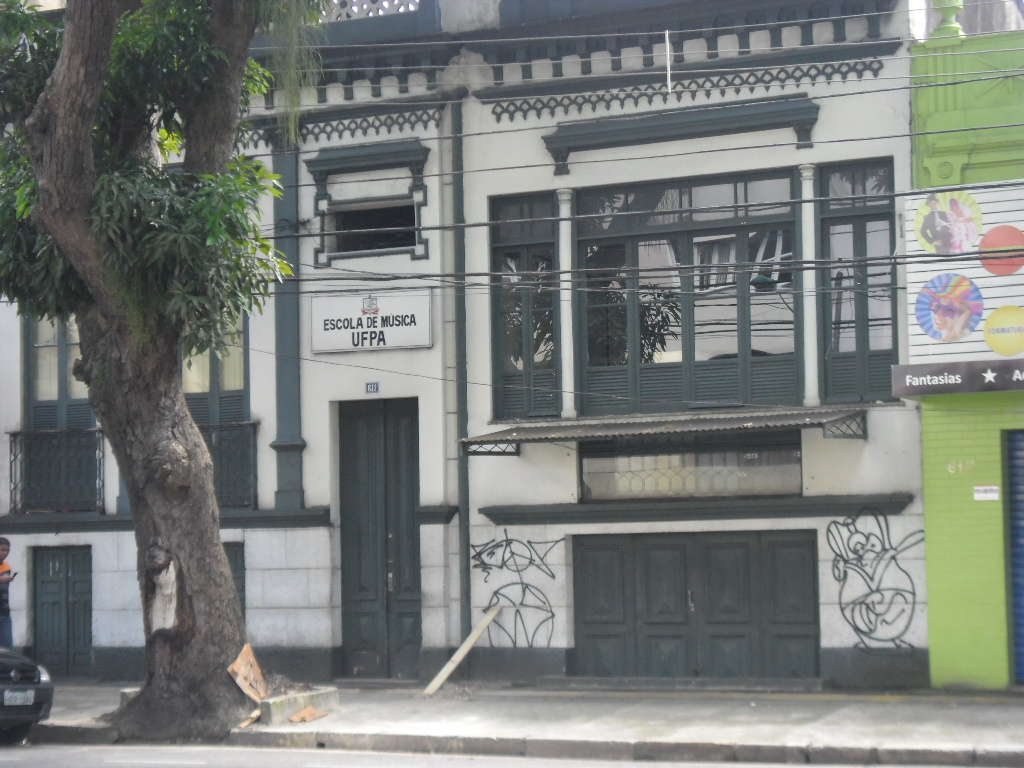
Escola de Música da UFPA, em 2012

O atual modelo administrativo da UFPA surgiu da necessidade de centralizar uma instituição educacional de ensino superior para a Amazônia oriental, já que anteriormente existiam algumas faculdades na cidade de Belém, organizadas como faculdades livres. A mais antiga delas é a Faculdade de Direito, instituída em 31 de março de 1902, seguida da instituição da Escola de Farmácia do Pará, em 1903, da Escola Livre de Odontologia, em 1914, da Faculdade de Medicina e Cirurgia do Pará, em 9 de janeiro de 1919, da Escola de Engenharia do Pará, em 1931, da Faculdade de Ciências Econômicas, Contábeis e Atuariais, em 1953, e da Faculdade de Filosofia, Ciências e Letras de Belém, em 1954. Essas instituições de ensino foram as precursoras da UFPA.

### Criação
A Universidade do Pará foi criada oficialmente em 2 de julho de 1957, pelo decreto nº 3.191, sancionada pelo então presidente Juscelino Kubitschek, após cinco anos de tramitação legislativa. Congregou as sete faculdades federais, estaduais e privadas existentes em Belém: Direito, Farmácia, Odontologia, Medicina e Cirurgia, Engenharia Civil, Ciências Econômicas, Contábeis e Atuariais e Filosofia, Ciências e Letras.
Decorridos mais de 18 meses de sua criação, a Universidade do Pará foi solenemente instalada em sessão presidida pelo Presidente Kubitschek, no Teatro da Paz, em 31 de janeiro de 1959. Sua instalação foi um ato meramente simbólico, isso porque o Decreto nº 42.427 já aprovara, em 12 de outubro de 1957, o primeiro Estatuto da Universidade que definia a orientação da política educacional da Instituição e, desde 28 de novembro do mesmo ano, já estava em exercício o primeiro reitor, Mário Braga Henriques (nov. 1957 a dez. 1960).
Em 19 de dezembro de 1960, tomou posse José Rodrigues da Silveira Netto, que ocupou a Reitoria durante oito anos e meio (dez. 1960 a jul. 1969).
A primeira reforma estatutária da Universidade aconteceu em setembro de 1963, quando foi publicado o novo Estatuto no Diário Oficial da União. Dois meses após a reforma estatutária, a Universidade foi reestruturada pela Lei nº 4.283, de 18 de novembro de 1963. Nesse período, foram implantados novos cursos e novas atividades básicas, com o objetivo de promover o desenvolvimento regional e, também, o aperfeiçoamento das atividades-fim da Instituição.

### UFPA no período ditatorial

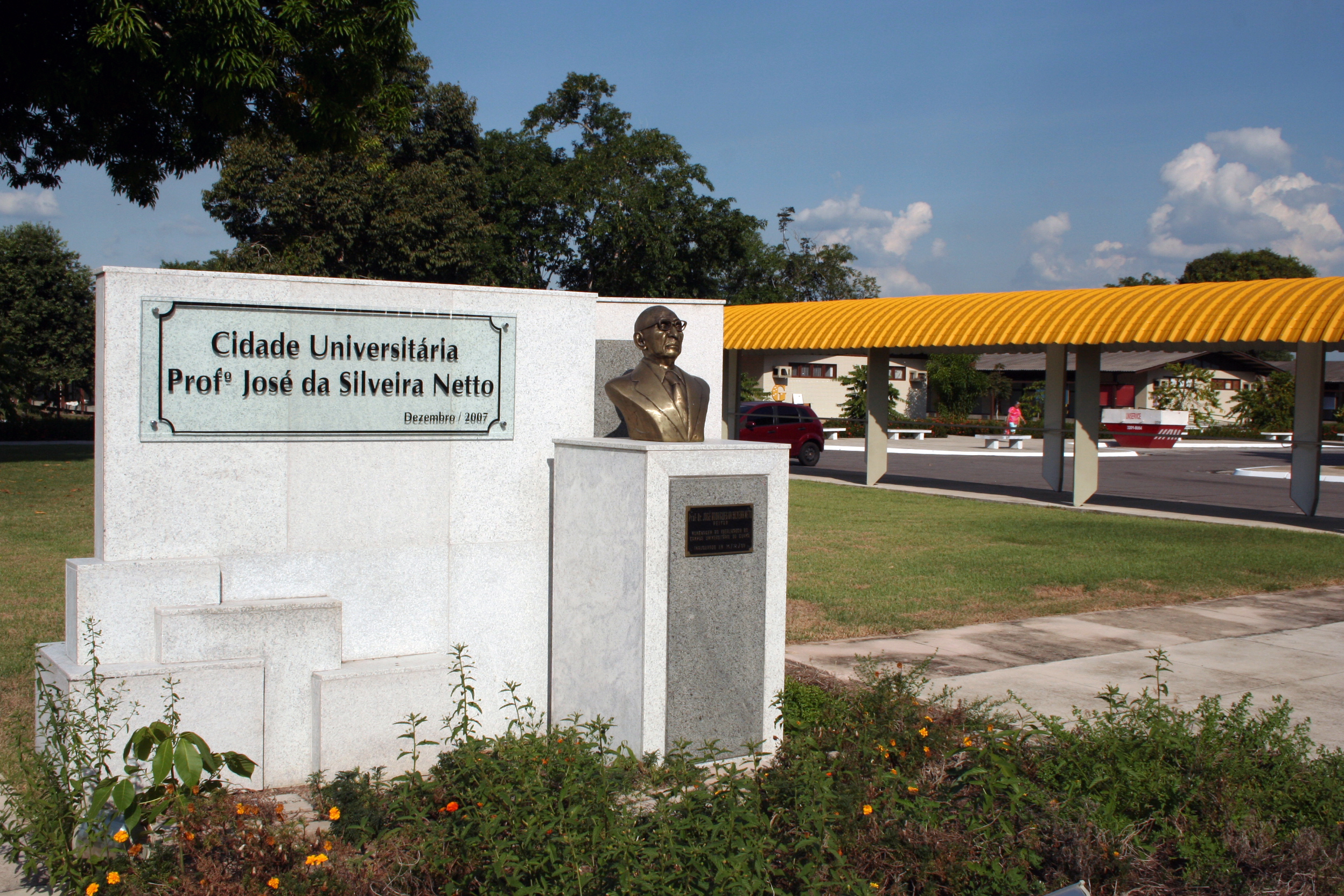
Cidade Universitária Prof. José da Silveira Netto, Campus Belém, em 2008

Uma nova reestruturação da Universidade foi tentada, em 1968, com um plano apresentado ao Conselho Federal de Educação. Do final de 1968 ao início de 1969, uma série de diplomas legais, destacando-se as Leis nº 5.539 e 5.540/68, estabeleceu novos critérios para o funcionamento das Universidades.
De julho de 1969 a junho de 1973, o Reitor foi Aloysio Chaves, período em que o Decreto nº 65.880, de 16 dezembro de 1969, aprovou o novo plano de reestruturação da Universidade Federal do Pará. Um dos elementos essenciais desse plano foi a criação dos Centros, com a extinção das Faculdades existentes, e a definição das funções dos Departamentos.
Em 2 de setembro de 1970, o Conselho Federal de Educação aprovou o Regimento Geral da Universidade Federal do Pará, através da Portaria nº 1.307/70. Uma revisão regimental foi procedida em 1976/1977, visando atender disposições legais supervenientes, o que gerou um novo Regimento, que foi aprovado pelo Conselho Federal de Educação através do Parecer nº 1.854/77 e publicado no Diário Oficial do Estado em 18 de julho de 1978.
Clóvis Cunha da Gama Malcher tomou posse em julho de 1973 (jul. 1973 a jun. 1977), seguido por Aracy Amazonas Barretto (jul. 1977 a jun. 1981) e Daniel Coelho de Souza ( jul. 1981 a jun. 1985).

### UFPA no período democrático

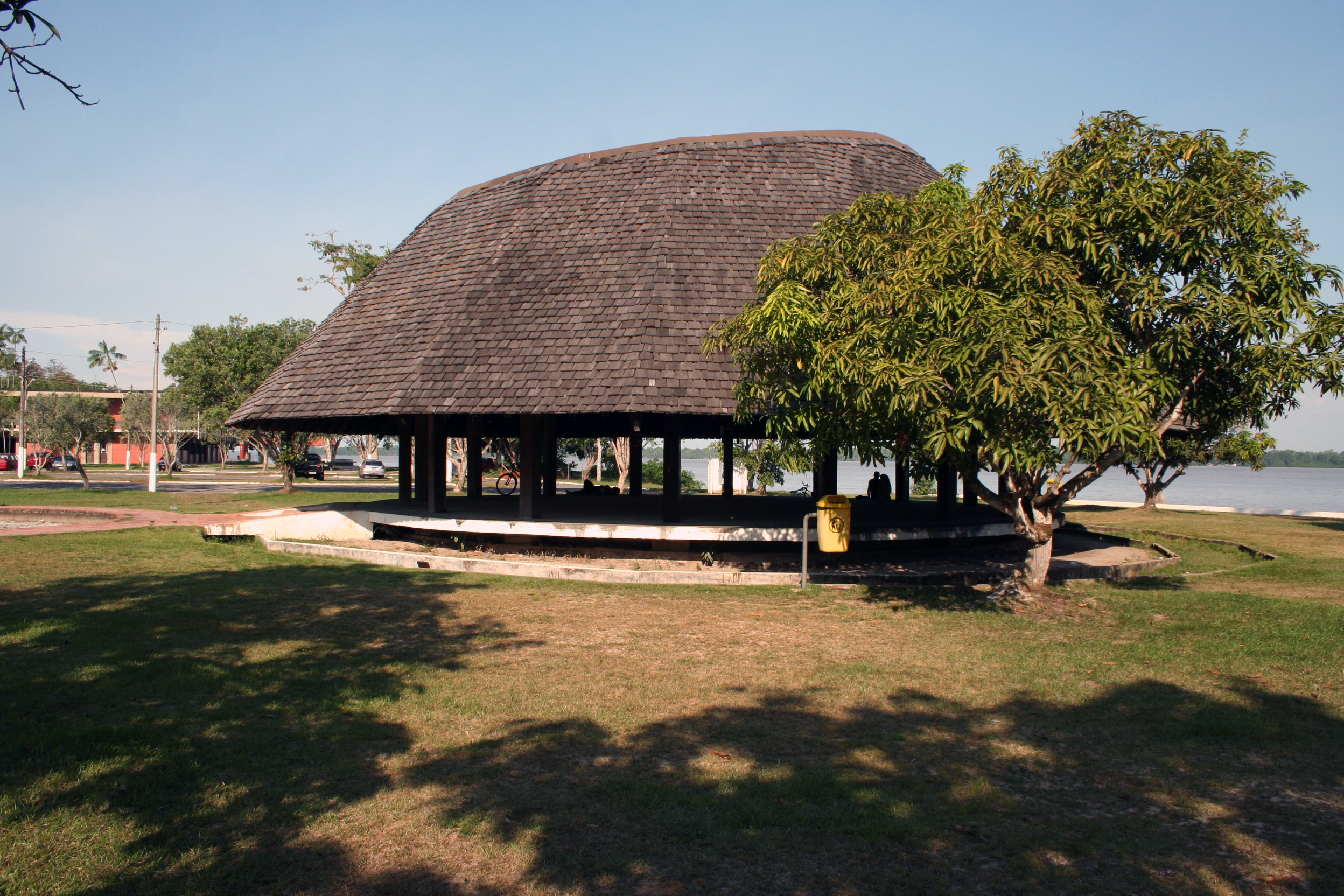
Capela Universitária do Campus Belém, em 2008

No exercício de 1985, o Regimento da Reitoria foi reformulado, após aprovação da Resolução nº 549, do Conselho Universitário, em 9 de dezembro de 1985, passando a vigorar até a presente data.
José Seixas Lourenço ocupou a Reitoria no período de julho de 1985 a junho de 1989, Nilson Pinto de Oliveira, de julho de 1989 a junho de 1993, Marcos Ximenes Ponte, de julho de 1993 a junho de 1997, e Cristovam Wanderley Picanço Diniz, de julho de 1997 a junho de 2001.

### Desmembramentos
Em novembro de 2009 o campus da universidade localizado em Santarém separou-se para formar a Universidade Federal do Oeste do Pará (UFOPA); e em junho de 2013 o campus Marabá e núcleos agregados a este desligaram-se da UFPA para que pudessem constituir a Universidade Federal do Sul e Sudeste do Pará (UNIFESSPA).

## Reitores

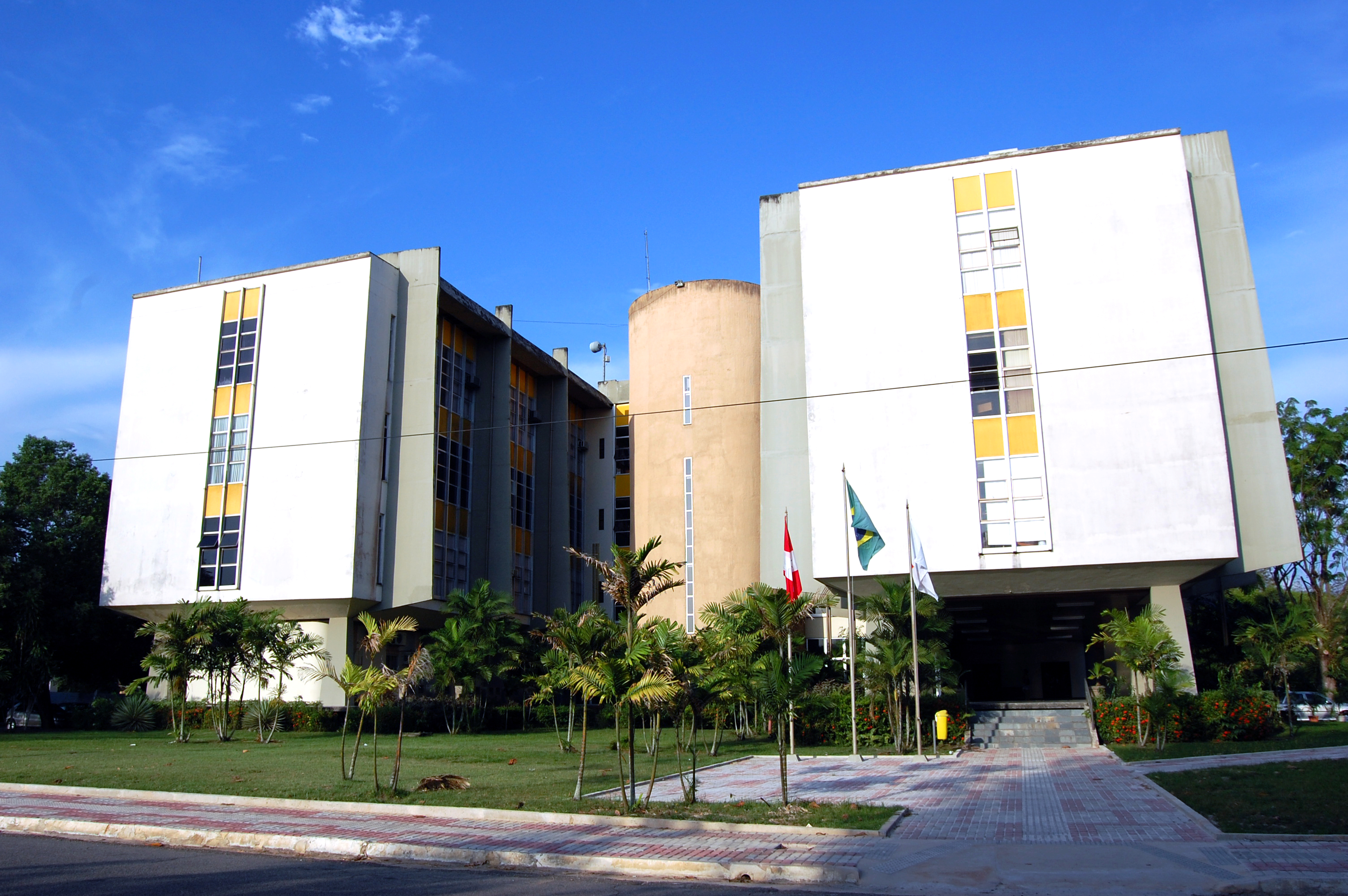
Prédios da Reitoria, em 2008

O primeiro reitor da Universidade Federal do Pará foi o professor Mário Braga Henriques, da Faculdade de Direito, e o que permaneceu por menor espaço de tempo, de apenas três anos, na reitoria.
O professor Coelho de Souza (1981-1985) foi o último reitor do Regime Militar, e o professor José Seixas Lourenço (1985-1989), o primeiro eleito pela comunidade acadêmica, no início da redemocratização do país.

### Lista de reitores
| Reitor | Reitor                             | Gestão          | Referência    |
| ------ | ---------------------------------- | --------------- | ------------- |
| 1      | Mário Braga Henriques              | 1957 - 1960     | [ 2 ]         |
| 2      | José Rodrigues da Silveira Netto   | 1960 - 1969     | [ 2 ]         |
| 3      | Aloysio da Costa Chaves            | 1969 - 1973     | [ 2 ]         |
| 4      | Clóvis Cunha da Gama Malcher       | 1973 - 1977     | [ 2 ]         |
| 5      | Aracy Amazonas Barretto            | 1977 - 1981     | [ 2 ]         |
| 6      | Daniel Queima Coelho de Souza      | 1981 - 1985     | [ 2 ]         |
| 7      | José Seixas Lourenço               | 1985 - 1989     | [ 2 ]         |
| 8      | Nilson Pinto de Oliveira           | 1989 - 1993     | [ 2 ]         |
| 9      | Marcos Ximenes Ponte               | 1993 - 1997     | [ 2 ]         |
| 10     | Cristovam Wanderley Picanço Diniz  | 1997 - 2001     | [ 2 ]         |
| 11     | Alex Bolonha Fiúza de Mello        | 2001 - 2009     | [ 2 ]         |
| 12     | Carlos Edilson Maneschy            | 2009 - 2016     | [ 23 ]        |
| 13     | Emmanuel Zagury Tourinho           | 2016 - 2020     | [ 24 ] [ 25 ] |
| 14     | Gilmar Pereira da Silva (interino) | 2020 - 2020     | [ 25 ]        |
| 15     | Tadeu Oliver Gonçalves (interino)  | 2020 - 2020     | [ 26 ]        |
| 16     | Emmanuel Zagury Tourinho           | 2020 - 2024     | [ 26 ]        |
| 17     | Gilmar Pereira da Silva            | 2024 - presente |               |

## Rankings

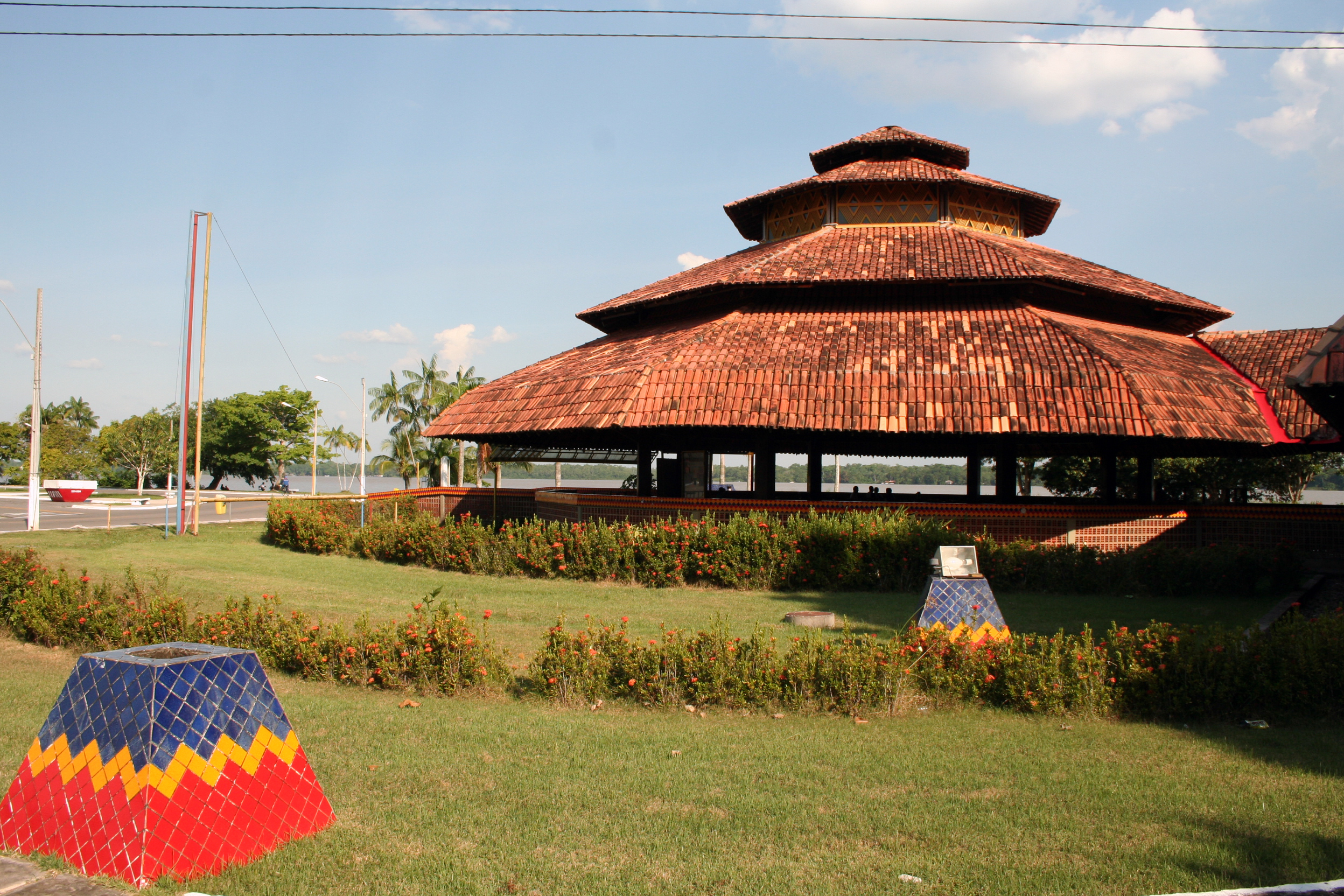
Restaurante Universitário do Setor Básico do Campus Belém, em 2008

Resumo das colocações obtidas pela UFPA em diversos rankings de universidades:
| Elaborado por:                              | Posição Amazônia | Posição Brasil | Posição América Latina e Caribe | Posição Mundo | Ano  |
| ------------------------------------------- | ---------------- | -------------- | ------------------------------- | ------------- | ---- |
| EduRank                                     | 1º               | 23º            | 41º                             | 1004          | 2025 |
| Times Higher (THE)                          | 1º               | 20°+           | 59º                             | 1501°+        | 2025 |
| Folha de S.Paulo (RUF)                      | 1º               | 31°            | -                               | -             | 2024 |
| Webometrics                                 | 1º               | 21°            | 36º                             | 998º          | 2024 |
| Quacquarelli Symonds (QS)                   | 1º               | 33º            | 118º                            | 1401º         | 2025 |
| SCImago Institutions Rankings (SIR)         | 1º               | 29º            | 56º                             | -             | 2023 |
| Center for World University Rankings (CWUR) | 1º               | 30°            | 50º                             | 1288º         | 2025 |

## Unidades e outros órgãos
- Institutos: 16

| (ICA) Ciências da Arte; (ICB) Ciências Biológicas; (ICED) Ciências da Educação; (ICEN) Ciências Exatas e Naturais; (ICJ) Ciências Jurídicas; (ICM) Ciências Médicas; (ICS) Ciências da Saúde; (ICSA) Ciências Sociais Aplicadas; (IFCH) Filosofia e Ciências Humanas; (IG) Geociências; (ILC) Letras e Comunicação; (ITEC) Tecnologia; (IEMCI) Educação Matemática e Científica; (IECOS) Estudos Costeiros; (IMV) Medicina Veterinária; (INEAF) Amazônico de Agriculturas Familiares. |

- Núcleos: 9

| (NAEA) Altos Estudos Amazônicos; (NDAE) Desenvolvimento Amazônico em Engenharia; (NEAP) Ecologia Aquática e Pesca da Amazônia; (NEB) Estudos Transdisciplinares em Educação Básica; (NMT) Medicina Tropical; (NPO) Pesquisas em Oncologia ; (NTPC) Teoria e Pesquisa do Comportamento; (NUMA) Meio Ambiente; (NCADR) Ciências Agrárias e Desenvolvimento Rural. |

- Campi: 12

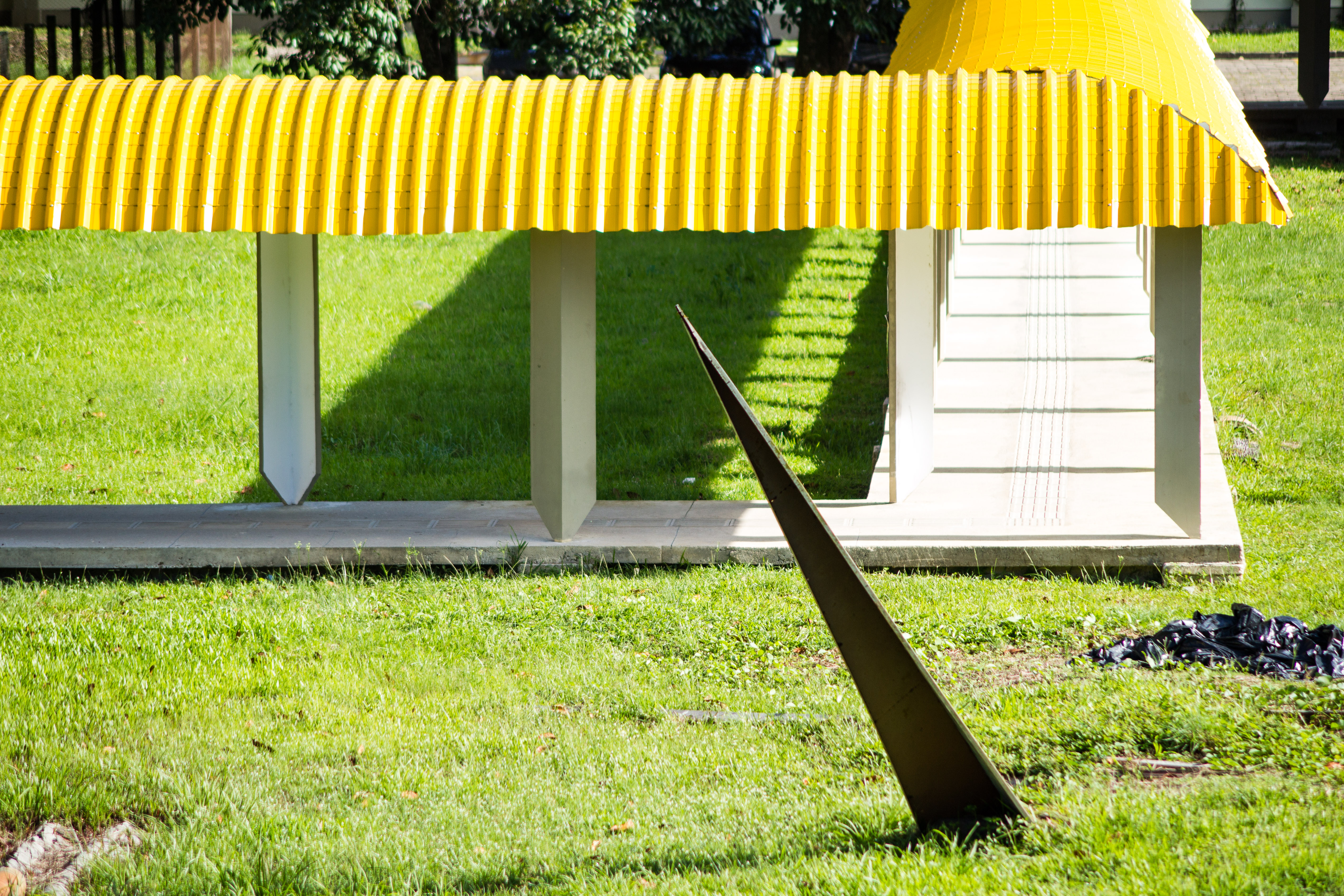
Relógio de Sol da Faculdade de Arquitetura e Urbanismo, Instituto de Tecnologia, em 2014

Abaetetuba, Altamira, Ananindeua, Belém, Bragança, Breves, Cametá, Capanema, Castanhal, Salinópolis, Soure e Tucuruí.
- Pólos: 93

- Escola de Música: 1

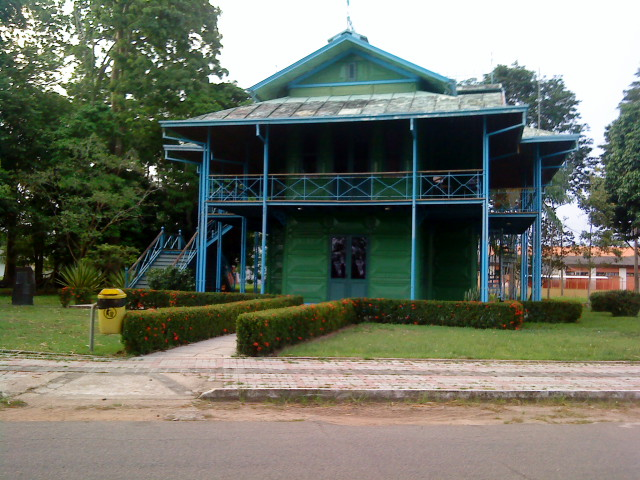
Núcleo de Meio Ambiente, em 2010

Escola de Música da Universidade Federal do Pará (EMUFPA).
- Escola de Teatro e Dança: 1

Escola de Teatro e Dança da UFPA (ETDUFPA).
- Teatro: 1

Teatro Universitário Cláudio Barradas (TUCB)
- Hospitais Universitários/Clínicas: 4

Hospital Universitário João de Barros Barreto (HUJBB); Hospital Universitário Bettina Ferro de Souza (HUBFS); Clínica Odontológica; Clínica Psicológica.
- Hospital Veterinário: 1

Hospital Veterinário da Universidade Federal do Pará (HV-UFPA).
- Museus: 2

Museu da UFPA (MUFPA); Museu de Geociências da Amazônia (MUGEO)
- Escola de Aplicação da Universidade Federal do Pará

## Ex-discentes notáveis
| Nome                                        | Ocupação                                                                      | Mais conhecida(o) por: | Prêmios ou distinções |
| ------------------------------------------- | ----------------------------------------------------------------------------- | --- | --- |
| Almir Gabriel                               | Médico e político.                                                            | Atividade política (prefeito de Belém, governador do Pará e senador pelo Pará).                                                                                          | Ordem do Mérito Militar. |
| Ana Cristina Bentes                         | Linguista e professora universitária.                                         | Trabalhos sobre linguística textual, sociolinguística, análise do discurso e linguística aplicada.                                                                       | |
| Anselmo Santiago                            | Magistrado.                                                                   | Ministro do Superior Tribunal de Justiça. | Ordem do Mérito Militar. |
| Arnaldo Jordy                               | Advogado e político.                                                          | Atividade política (deputado federal pelo Pará). | |
| Benedicto Monteiro                          | Escritor, jornalista, advogado e político.                                    | Produção literária, atividade política (deputado estadual e deputado federal pelo Pará).                                                                                 | Membro do Instituto Histórico e Geográfico do Pará e da Academia Paraense de Letras.                                        |
| Benedito Nunes                              | Filósofo, professor, crítico literário e escritor.                            | Produção literária e filosófica. Co-fundador da Faculdade de Filosofia da UFPA.                                                                                          | Prêmio Jabuti, Prêmio Machado de Assis e Prêmio Multicultural Estadão. Membro fundador da Academia Brasileira de Filosofia. |
| Carlos Augusto Peres                        | Biólogo de campo e conservacionista e professor universitário.                | Conservação da floresta tropical. | "Environmentalist Leader for the New Millennium", Time magazine e "Biodiversity Conservation Leadership Award".             |
| Éder Mauro                                  | Delegado de polícia e político.                                               | Atividade política (deputado federal pelo Pará). | |
| Edmilson Rodrigues                          | Arquiteto, professor universitário e político.                                | Atividade política (prefeito de Belém, deputado estadual e deputado federal pelo Pará).                                                                                  | Prêmio Internacional de Dubai - Programa das Nações Unidas para Assentamentos Humanos.                                      |
| Elcione Barbalho                            | Pedagoga e política.                                                          | Atividade política (vereadora de Belém e deputada federal pelo Pará). | |
| Elza Lima                                   | Fotógrafa.                                                                    | Registro fotográfico das tradições culturais e do cotidiano das populações ribeirinhas do Pará.                                                                          | Prêmio Marc Ferrez de Fotografia.                                                                                           |
| Flexa Ribeiro                               | Engenheiro civil, empresário e político.                                      | Atividade política (senador pelo Pará). | |
| Gerson Peres                                | Advogado, jornalista e político.                                              | Atividade política (Vice-governador, deputado federal, deputado estadual e secretário de Promoção Social do Pará.                                                        | |
| Gilvam Borges                               | Político.                                                                     | Atividade política (senador e deputado federal pelo Amapá). | |
| Hana Ghassan                                | Contabilista.                                                                 | Atividade política (vice-governadora do Pará). | |
| Haroldo Maranhão                            | Escritor, jornalista e advogado.                                              | Produção literária. | Prémio Vértice. |
| Horácio Schneider                           | Primatólogo, ornitólogo, geneticista, pesquisador e professor universitário.  | Pioneiro da filogenia molecular de primatas neotropicais no Brasil. | Ordem Nacional do Mérito Científico e Grã-Cruz da Ordem Nacional do Mérito Científico.                                      |
| Inocêncio Mártires Coelho                   | Jurista e professor.                                                          | Co-fundador do Instituto Brasileiro de Ensino, Desenvolvimento e Pesquisa. Procurador-geral da República (1981-1985).                                                    | Prêmio Jabuti. |
| Jader Barbalho                              | Advogado, empresário e político.                                              | Atividade política (vereador de Belém, deputado estadual e federal, governador do Pará, ministro do Desenvolvimento Agrário e da Previdência Social, senador pelo Pará). | |
| João Batista Oliveira de Araújo ("Babá")    | Engenheiro mecânico, professor universitário e político.                      | Atividade política (vereador do Rio de Janeiro, vereador de Belém, deputado estadual e deputado federal pelo Pará).                                                      | Co-fundador do Partido Socialismo e Liberdade (PSOL).                                                                       |
| Lauro Morhy                                 | Biólogo, pesquisador e reitor da Universidade de Brasília.                    | Determinou pela primeira vez no Brasil a estrutura sequencial completa de uma proteína.                                                                                  | Medalha Mérito Alvorada e Medalha Mérito de Pioneiro.                                                                       |
| Maria Lúcia Medeiros                        | Escritora, poeta e professora.                                                | Produção literária. | Prêmio IAP de Artes Literárias.                                                                                             |
| Maria Sylvia Nunes                          | Diretora de teatro e professora.                                              | Fundadora da Escola de Teatro e Dança da UFPA. | Professora Emérita da UFPA.                                                                                                 |
| Mário Couto                                 | Administrador de empresas e político.                                         | Atividade política (senador pelo Pará). | |
| Nilson Pinto                                | Professor universitário e político.                                           | Atividade política (deputado federal pelo Pará). Reitor da UFPA (1989-1993)                                                                                              | |
| Ophir Cavalcante                            | Advogado.                                                                     | Presidente do Conselho Federal da Ordem dos Advogados do Brasil (2010-2013), procurador-geral do Estado do Pará (2016-2018).                                             | Ordem do Mérito Grão-Pará.                                                                                                  |
| João de Jesus Paes Loureiro                 | Escritor, poeta e professor.                                                  | Produção literária e acadêmica. | Membro da Academia de Letras do Brasil.                                                                                     |
| Papaléo Paes                                | Médico e político.                                                            | Atividade política (vice-governador do Amapá, senador pelo mesmo estado e prefeito de Macapá).                                                                           | |
| Paulo de Tarso Ramos Ribeiro                | Advogado e político.                                                          | Atividade política (ministro da Justiça, secretário da Fazenda do Pará).                                                                                                 | |
| Paulo Fonteles                              | Advogado, político, sindicalista e ativista.                                  | Atividade política (deputado estadual do Pará) e ativismo junto aos camponeses no estado do Pará.                                                                        | |
| Rubens Nascimento Mota ("Anormal do Brega") | Advogado criminalista, professor de português, político, cantor e compositor. | Canto e composição popular regional. | |
| Simão Jatene                                | Economista, professor universitário e político.                               | Atividade política (governador do Pará). | Ordem do Mérito Militar. |
| Walmir Oliveira da Costa                    | Magistrado e professor.                                                       | Ministro do Tribunal Superior do Trabalho. | |
| Zenaldo Coutinho                            | Advogado e político.                                                          | Atividade política (deputado estadual do Pará, deputado federal pelo mesmo estado e prefeito de Belém).                                                                  | Membro da Academia Paraense de Letras.                                                                                      |
| Zeno Veloso                                 | Jurista, notário, professor e político.                                       | Produção acadêmica, atividade política (deputado estadual do Pará) | Membro fundador do Instituto Brasileiro de Direito de Família e membro da Academia Paraense de Letras.                      |